# Drew Fuller
Andrew Alan Fuller, detto Drew (Atherton, 19 maggio 1980), è un attore ed ex modello statunitense.
Conosciuto principalmente per il ruolo di Christopher Halliwell nella serie TV Streghe e di Trevor LeBlanc nella serie TV Army Wives - Conflitti del cuore.

## Biografia
Andrew Alan Fuller meglio noto come Drew nasce ad Atherton, in California. Primo di due figli, ancora bambino si trasferisce da Atherton a Newport Beach nella contea di Orange. La sua è una famiglia benestante, ma non eccessivamente ricca (suo padre lavora in radio) eppure sin da ragazzo Drew cerca di svolgere dei lavori per mantenersi. Appassionato di sport, ne pratica molti, tra cui il tennis, il basket, lo snowboard, l'arrampicata libera e il surf.
Nel 1992 una sua foto viene usata come foto di copertina dell'UCLA Magazine e viene scoperto da un agente che gli propone la carriera della moda, che intraprenderà solo a 16 anni, sfilando in Europa per case di moda come Prada, Tommy Hilfiger e Club Med e interpretando alcuni spot per la Pepsi e la Toyota, quest'ultimo con Britney Spears. È un sostenitore dell'Unicef e di altre associazioni benefiche. Ha avuto una relazione con la collega Sarah Carter con la quale ha recitato in Black Sash.
Fuller, ben presto si rende conto che la carriera di modello non è la sua massima aspirazione e decide quindi di passare alla recitazione. Partecipa così al cortometraggio One con cui viene premiato al Sundance Film Festival e poi ad altri film, usciti negli States come Voodoo Academy, Vampire Clan (in cui interpreta il ruolo di un pluriomicida minorenne realmente esistito, tale Rod Ferrell), Angels Don't Sleep Here e Close Call.
Passa poi ai telefilm: ha una piccola parte in una serie televisiva americana, Black Sash e da lì approda nell'episodio finale della quinta stagione della serie televisiva Streghe a cui prenderà parte per tutta la stagione successiva, più due camei, nella settima stagione e nell'episodio conclusivo della serie. Dopo Streghe, riprende la carriera cinematografica, partecipando nel ruolo del protagonista al film  The Ultimate Gift, tratto dal romanzo di Jim Stovall, in cui interpreta il rampollo di una ricca famiglia statunitense che, alla morte del nonno dovrà affrontare delle prove per ricevere la sua parte di eredità, che sarà qualcosa in più del semplice denaro.
Oltre che in The Ultimate Gift, Fuller partecipa al film Loaded e al film The Blonde Ambition in cui ha un piccolo ruolo accanto alla cantante/attrice Jessica Simpson.
Nel frattempo, ha alcuni camei in serie televisive come Huff e The O.C. e poi viene scritturato per la parte del PFC Trevor LeBlanc nella serie televisiva Army Wives, la cui puntata pilota batte i record di ascolto, negli Stati Uniti, del canale satellitare Lifetime su cui va in onda.
Oltre che nelle serie TV e al cinema, Fuller partecipa ad alcuni video musicali, sin dall'inizio della sua carriera. Tra questi Wherever You Will Go dei Calling e Over di Lindsay Lohan, oltre che nel video di Jennifer Love Hewitt e dei Ringside, in cui è diretto da Joaquin Phoenix e di un video realizzato per lo sciopero del WGA da un rapper statunitense.

## Filmografia

### Cinema
- Voodoo Academy, regia di David DeCoteau (2000)
- Backflash 2: Angels Don't Sleep Here, regia di Paul Cade (2001)
- One, regia di Stewart Hendler – cortometraggio (2001)
- Vampire Clan, regia di John Webb (2002)
- Close Call, regia di Jimmiy Lee (2004)
- Contratto finale (Final Contract: Death on Delivery), regia di Axel Sand (2005)
- L'ultimo regalo (The Ultimate Gift), regia di Michael O. Sajbel (2006)
- Numbered With The Dead (2007)
- Blonde Ambition - Una bionda a NY (Blonde Ambition), regia di Scott Marshall (2007)
- Loaded, regia di Alan Pao (2008)
- The Kane Files: Life of Trial, regia di Benjamin Gourley (2010)
- L'amore sa dove trovarti (Love finds you in Charm), regia di Terry Cunningham (2015)

### Televisione
- Partners – serie TV, episodio 1x03 (1999)
- Home of the Brave, regia di Steve Miner – film TV (2002)
- Black Sash – serie TV, episodi 1x03-1x04-1x05 (2003)
- The O.C. – serie TV, episodio 1x01 (2003)
- Streghe (Charmed) – serie TV, 27 episodi (2003-2006) - Christopher Halliwell
- Huff – serie TV, episodio 2x08 (2006)
- Army Wives - Conflitti del cuore (Army Wives) – serie TV, 100 episodi (2007-2012)
- Un trofeo per Kylie (The Circuit), regia di Peter Werner – film TV (2008)
- NCIS: Los Angeles – serie TV, episodio 3x07 (2011)
- Un fidanzato da manuale (Perfect on Paper), regia di Ron Oliver – film TV (2014)
- Longmire – serie TV, episodio 4x04 (2015)
- L'uomo nero (Dispatch o 911 Nightmare), regia di Craig Moss – film TV (2016)
- The Rookie - Serie TV, episodio 5X11 (2022)

### Videoclip
- Wherever You Will Go – The Calling (2001)
- Jennifer Love Hewitt – BareNaked (2002)
- Lindsay Lohan – Over (2005)
- Ringside – Tired of Being Sorry (2005)
- Sara Groves – Something Changed (2006)
- Ed Goggin – Legacy (2006)

## Doppiatori italiani
Nelle versioni in italiano delle opere in cui ha recitato, Drew Fuller è stato doppiato da:
- Stefano Crescentini in L'ultimo regalo, Army Wives - Conflitti del cuore
- Gianfranco Miranda in NCIS: Los Angeles, L'amore sa dove trovarti
- Lorenzo De Angelis in The O.C.
- Stefano Billi in Streghe
- Riccardo Niseem Onorato in Blonde Ambition - Una bionda a NY
- Francesco Pezzulli in Un trofeo per Kylie
- Andrea Mete in Un fidanzato da manuale
- Oliviero Cappellini in The Rookie